# Rusín
Rusín (en allemand : Rausen) est une commune du district de Bruntál, dans la région de Moravie-Silésie, en République tchèque. Sa population s'élevait à 148 habitants en 2021.

## Géographie
Rusín se trouve à la frontière polonaise, à 7 km à l'ouest de Głubczyce (Pologne), à 32 km au nord-est de Bruntál; à 58 km au nord-ouest d'Ostrava et à 236 km à l’est-nord-est de Prague.
La commune est limitée par Bohušov au nord-ouest, par la Pologne au nord-est, à l'est et au sud, et par Slezské Rudoltice à l'ouest.

## Histoire
La première mention écrite de la localité date de 1262.

## Galerie

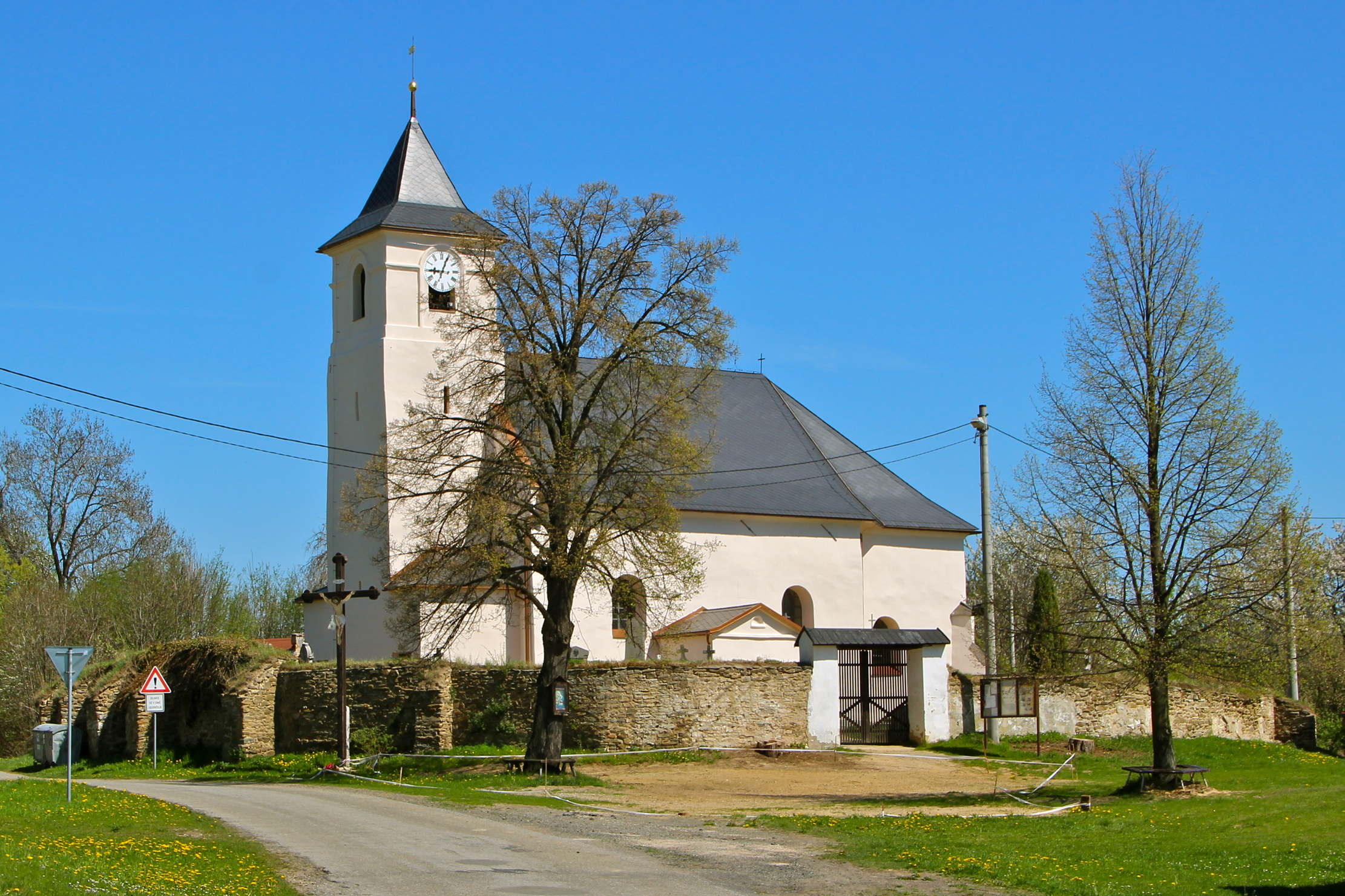
Église Saint-Michel.
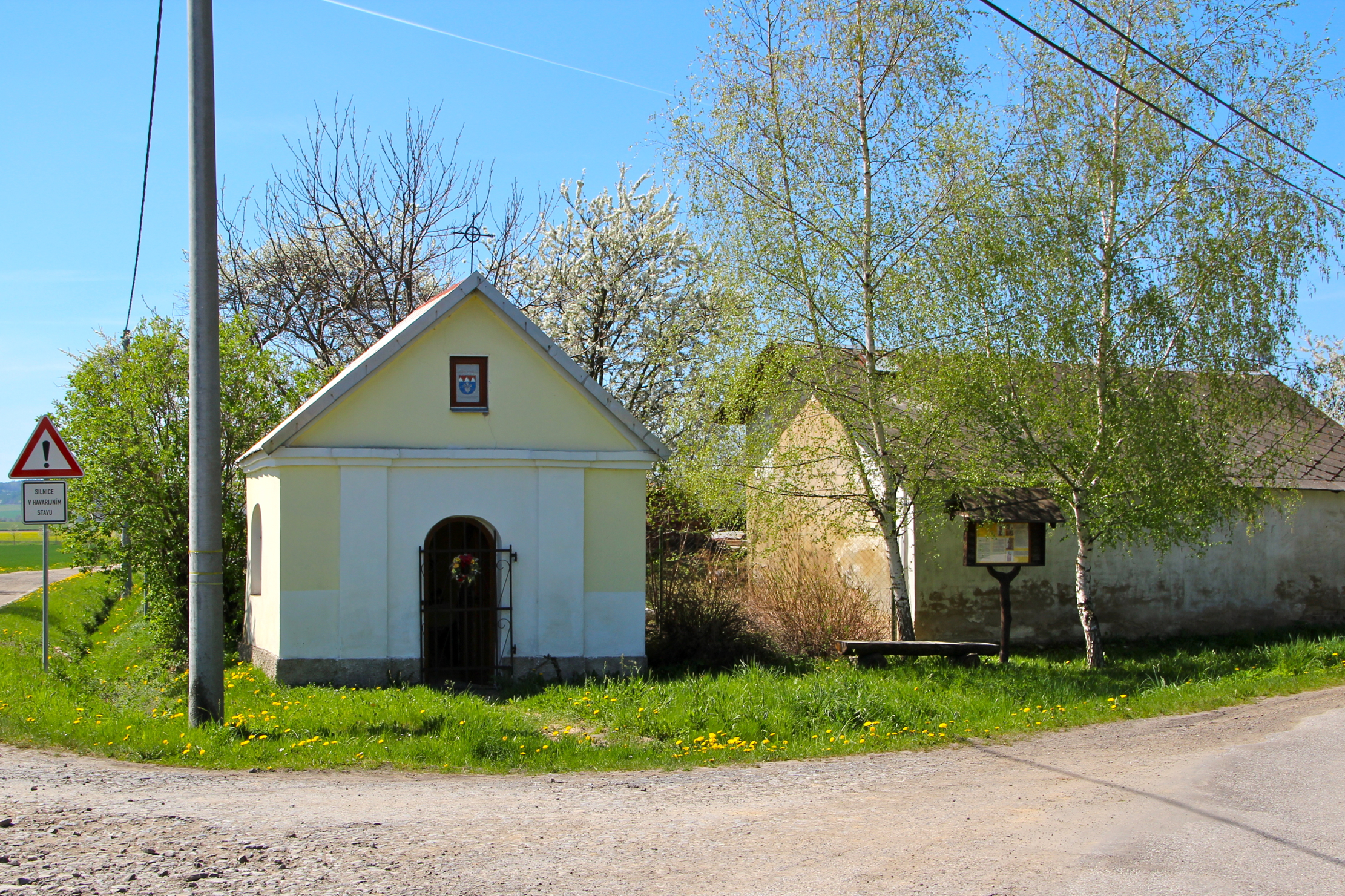
Chapelle à Hrozová.

## Administration
La commune se compose de trois quartiers :
- Rusín
- Hrozová
- Matějovice

## Transports
Par la route, Rusín se trouve à 14 km de Głubczyce, à 24 km de Krnov, à 45 km de Bruntál, à 87 km d'Ostrava et à 307 km de Prague.